# Alan Parker

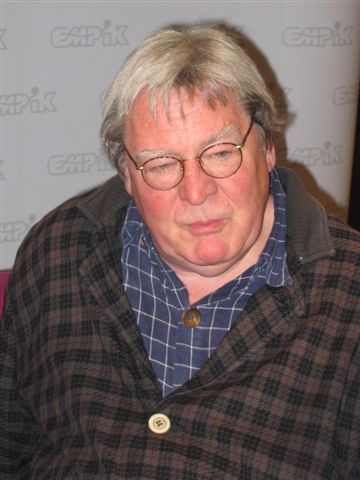
Alan Parker în 2005

Sir Alan William Parker, CBE (n. 14 februarie 1944, Greater London, Anglia, Regatul Unit – d. 31 iulie 2020, Londra, Anglia, Regatul Unit) a fost un regizor de film, producător, scenarist și actor englez. A fost activ atât în industria de film britanică cât și la Hollywood. Era un membru fondator al Director's Guild of Great Britain.

## Filmografie
- 2003: Viața lui David Gale  (The Life of David Gale)
- 1999: Povestea vieții mele (Film) (Angela’s Ashes)
- 1996: Evita
- 1994: Drumul spre Wellville (The Road to Wellville)
- 1991: Die Commitments (The Commitments)
- 1990:  (Come See the Paradise)
- 1988: Mississippi în flăcări (Mississippi Burning)
- 1987: Înger și demon  (Angel Heart)
- 1984: Birdy
- 1982: Pink Floyd – Zidul (The Wall)
- 1982: Un mariaj nefericit (Shoot the Moon)
- 1980: Celebritate (Fame, Film serial TV)
- 1978 Expresul de la miezul nopții (Midnight Express)
- 1976: Bugsy Malone
- 1975: The Evacuees (TV)
- 1974: Footsteps
- 1974: Our Cissy